# Goldemar

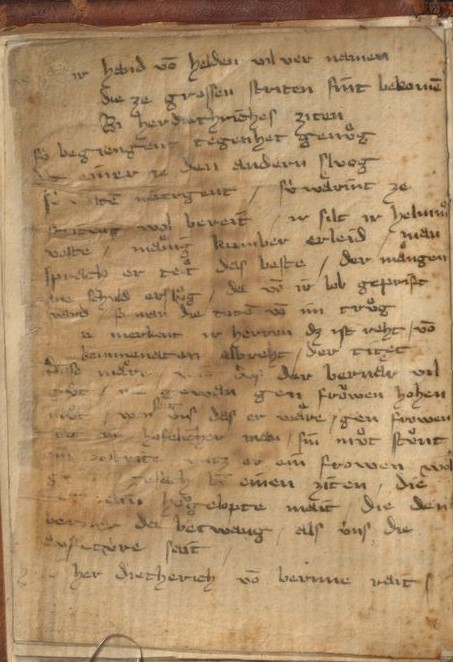
Erste Seite von Albrechts von Kemenaten Goldemar. Deutsches Nationalmuseum Ms. 80 fol. 6v.

Goldemar ist Titel eines zur Gruppe der aventiurehaften Dietrichepik gehörenden, nur als Fragment erhaltenen Heldengedichts aus dem 13. Jahrhundert von Albrecht von Kemenaten.
Es wird erzählt, wie Dietrich von Bern auszieht, um die gewaltigen Riesen in einem Wald namens Trutmunt zu sehen, von denen ihm berichtet wurde. Dort sieht er inmitten von Zwergen ein Mädchen, das sein Verlangen („senden muot“) erweckt. Er fragt die Zwerge über das Mädchen aus, und deren König Goldemar antwortet ihm. Dann bricht der Text nach 9 Strophen und knapp 3 Versen ab.
Erhalten ist aber noch die Zusammenfassung aus der ‚Heldenbuch-Prosa‘: Dietrich kann das Mädchen mit dem Namen Hertlin nur unter großen Mühen aus der Gewalt des Zwergenkönigs Goldemar befreien. Sie hatte, wie die Prosafassung ausdrücklich erwähnt, ihre Jungfernschaft bewahrt und wurde so zur ersten Frau Dietrichs. Als sie gestorben war, nahm Dietrich dann Herrat, die Tochter von König Etzels Schwester, zur Frau. Was unter den großen Mühen (Heldenprosa-Text: ‚mit großer Arbeit‘) zu verstehen ist, lässt sich aus einer Strophe des Abenteuerromans Reinfried von Braunschweig vom Ende des 13. Jahrhunderts erschließen: Goldemar ruft die legendären Riesen des Waldes Trutmunt zu Hilfe. Dabei werden Wald und Berg zerstört.
Obwohl diese Sage nur bruchstückhaft bzw. als Prosazusammenfassung erhalten ist, ist sie doch interessant, weil Dietrich im Unterschied zu anderen Dietrichdichtungen hier nicht einfach kämpft, um seinen Ruf als der beste Kämpfer zu bewahren und zu mehren, sondern nach Anblick von Hertlin zum Frauendiener wird, der um der Minne willen kämpft. Dadurch unterscheidet sich der Charakter der Dichtung wesentlich vor allem vom im Verlauf ähnlichen Laurin-Epos, bei dem Dietrich davon abgehalten werden muss, Laurin zu töten, und erst nicht wahrhaben will, dass man Laurin schonen muss, um Dietleibs Schwester Künhild zu retten. Albrecht von Kemenaten möchte hier den als Kämpfer bekannten Berner zum Minneritter machen und so in die höfische Form des Ritterromans überführen. Dass der Autor sein Werk als höfische Dichtung versteht, wird dadurch gestützt, dass er sich selber in der zweiten Strophe nennt – bei höfischer Dichtung die Regel, bei der Heldendichtung dagegen war Anonymität üblich.